# Brauerei Schimpfle
La Brauerei Schimpfle est une brasserie à Gessertshausen, dans le Land de Bavière.

## Histoire
En 1864, Mathias Schimpfle achète une auberge avec droit de brassage à Gessertshausen.
Thomas Schimpfle reprend l'entreprise familiale en tant que maître brasseur en 1998, à 22 ans, et développe sa propre marque de bière "Lösch-Zwerg", une bière artisanale conditionnée en bouteilles de 0,3 litre, qui s'adresse à un public jeune. Les bières ne sont pas produites selon le processus de brassage rapide, mais plutôt selon la fermentation traditionnelle en cuve ouverte. De 700 hectolitres en 1990, la production atteint 29 000 hectolitres fin 2009.